# Need for Speed: Carbon
Need for Speed: Carbon és un videojoc de curses de la saga Need for Speed, fet per Electronic Arts. És el desè lliurament, precedida per Need for Speed: Most Wanted i seguida per Need for Speed: ProStreet.

## El joc
El mode de joc es basa en equips de curses.
El teu equip et podrà ajudar després de la cursa amb bonus, que poden ser de: fixador, mecànic o fabricant.
El teu equip et podrà ajudar durant la cursa. Tens tres tipus d'aliats durant la cursa: 

### l'explorador
Té l'habilitat de trobar carrerons i dreceres per guiar-te entre elles.

### el bloquejador
Té l'habilitat de bloquejar els enemics perquè no et puguin avançar.

### el llançador
Et protegeix del vent. Darrere del seu cotxe ets més aerodinàmic i pots avançar amb més velocitat.

## Els controls
El control del joc actual varia en les diferents consoles compatibles. En la PlayStation 2, PlayStation 3 i Xbox 360. El control de la direcció és duta través de la utilització de les seves palanques de comandament, mentre que l'acceleració i la frenada es poden configurar. Encara que, en la PlayStation 2 i 3 els controls més comuns són X per accelerar i el (Quadrat) per frenar. O bé Amb la palanca endavant accelerar i enrere per frenar.
Al Windows, joysticks i controladors de la roda són compatibles, així que, és recomanable usar-los per una millor conducció.
Per conduir es poden escollir diferents càmeres: càmera de lluny, de prop, cofre o defensa; aquests dos últims donen la sensació d'estar dins de l'auto.
La Wii no té el joc online, però conté l'ús del Control Remot Wii que fa més real el joc.

## Cotxes
A les bandes de la ciutat es fan servir tres tipus de cotxes: Tuners, Muscles i Exòtics.
Els Tuners estan compostos d'esportius i turismes japonesos. La clau d'aquests cotxes és en el seu increïble maneig, encara que la seva velocitat màxima es resisteix.
Els Muscles són els grans cotxes de 8 cilindres. La majoria són americans. Arriben a la seva velocitat màxima en qüestió de segons, és a dir, que tenen una gran acceleració. La seva desavantatge està en els revolts, ja que tendeixen a derrapar i són poc eficients en les carreres del canyó.
Els Exòtics són els super-esportius europeus. Podria dir-se que el seu fort està dispers entre: l'acceleració, el maneig i la velocitat màxima.

### Tuners

#### Nivell 1
- Lexus IS 300 (Premi, mode Desafiament)
- Mazda 3 Speed
- Mazda RX-8
- 1992 Nissan 240SX (Premi; només a Need for Speed Carbon Collector's Edition)

#### Nivell 2
- Mazda RX-7 (Primer cotxe de Kenji)
- 1999 Mitsubishi Eclipse GSX (Premi; només a Need for Speed Carbon Collector's Edition)
- 2006 Mitsubishi Eclipse GT
- 2005 Renault Clio V6
- 1993 Toyota MR2 (Recompensa Online)
- 2006 Volkswagen Golf R32 (Disponible a l'exclusiva amb l'automòbil Tuner)
- 1985 Toyota Corolla GT-S (Premi; només a Need for Speed Carbon Collector's Edition)

#### Nivell 3
- 1999 Nissan Skyline R34 GT-R
- 2006 Nissan 350Z
- 2006 Mitsubishi Lancer Evolution IX MR Edition (Segon cotxe de Kenji)
- Infiniti G 35 (Premi; només a Need for Speed Carbon Collector's Edition)
- 2006 Subaru Impreza WRX STi
- 1998 Toyota Supra

### Muscles

#### Nivell 0
- 2006 Firetruck Palmont 1 (Camió de bombers)
- 2006 Dumper (Camió de les escombraries) (Premi; Targeta de recompensa)

#### Nivell 1
- 2006 Police Rhino (Premi; Targeta de recompensa)
- 1967 Chevrolet Camaro SS
- 2006 Chrysler 300C SRT8
- 1969 Plymouth Road Runner (Premi; només al Mode Desafiament)

#### Nivell 2
- 1970 Chevrolet Chevelle SS (Premi; només al Need for Speed Carbon Collector's Edition)
- 1969 Dodge Charger R/T (Primer cotxe de Angie)
- 2006 Dodge Charger SRT-8 (disponible al començar amb l'automòbil Muscle)
- 2006 Ford Mustang GT
- 2006 Pontiac GTO (Premi; Targeta de Recompensa en línia)
- 2005 Vauxhall Monaro VXR
- 2002 Opel Astra
- 2006 Police Interceptor (Pontiac GTO) (Premi; Targeta de recompensa)

#### Nivell 3
- 2006 Chevrolet Corvette Z06
- 2006 Dodge Challenger Concept (Segon cotxe de Angie)
- 2006 Dodge Viper SRT-10 Coupe
- 2006 Chevrolet Camaro Concept (Premi; només al Need for Speed Carbon Collector's Edition)
- 1970 Plymouth Hemi Cuda
- 1967 Ford Mustang Shelby GT500
- 2007 Ford Mustang Shelby GT500 o Shelby Cobra (Premi; només al Need for Speed Carbon Collector's Edition)
- 2006 Chevrolet Corvette ZO6 de Cross (Premi; Targeta de recompensa)
- 2006 Police Corvette (Premi; Targeta de recompensa)
- 2006 Police Car, Palmont PD1 (Premi; Targeta de recompensa)

### Exòtics

#### Nivell 1
- 2006 Alfa Romeo Brera
- 2005 Mercedes-Benz Clase CLK 500

#### Nivell 2
- 2004 Aston Martin DB9 (Primer cotxe de Wolf)
- 2007 Jaguar XK (Premi; mode Desafiament)
- 2004 Lotus Elise
- 2006 Lotus Europa S (Premi; només al Need for Speed Carbon Collector's Edition)
- 2005 Mercedes-Benz Clase SL 65 AMG
- 2006 Porsche Cayman S

#### Nivell 3
- 2007 Audi Le Mans Quattro (Cotxe de Darius. Premi; només platejat)
- 2003 BMW M3 GTR (Premi; Targeta de recompensa)
- 2005 Ford GT
- 2006 Koenigsegg CCX (Premi; només al Need for Speed Carbon Collector's Edition)
- 2004 Lamborghini Gallardo
- 2004 Lamborghini Murciélago (Segon cotxe de Wolf)
- 2007 Lamborghini Murciélago LP640 (Premi; Targetes de recompensa)
- 2004 Mercedes-Benz SLR McLaren
- 2006 Pagani Zonda F (Premi; només a Need for Speed Carbon Collector's Edition)
- 2004 Porsche Carrera GT (Disponible al començar amb l'automòbil Exòtic)
- 2007 Porsche 911 Turbo (Premi;només al Need for Speed Carbon Collector's Edition)

## Modes de cursa
Els modes de carrera són similars als de Most Wanted, afegint-hi el derrapatge i una nova modalitat que es juga al Carbon Canyon.
Així doncs, els modes de cursa són:
- Sprint: per guanyar has d'anar d'un punt a un altre del mapa i arribar el primer a la meta.

- Circuit: has de recórrer un circuit i fer-ne dues o tres voltes, el primer que arribi a la volta corresponent guanya.

- Control: aquest mode de cursa es tracta d'anar a un punt del mapa amb el temps que et donen, quan hi arribes et donen més temps per arriba a un altre punt i així fins a arribar a tots els punts del mapa designats amb el temps especificat.

- Radar: durant el recorregut hi ha uns radars de la policia que et calculen la velocitat (en km/h); es tracta d'arribar a la suma de km/h en cada radar més altra. Hi solen haver 5 radars.

- Derrapatge: l'objectiu és fer més punts lliscant sobre l'asfalt; obtindràs punts com més ràpid vagis al fer el patinatge la corba és bona. La dificultat es troba que si xoques a les vores del carrer els punts que has estat obtenint no es sumen a la resta.

- Canyon: en aquest lloc hi ha corbes perilloses, i precipicis, així que ja saps: tingues precaució quan condueixis; el més mínim error et pot costar una carrera. Quan desafies a un cap, hauràs de córrer a un circuit (de 2 voltes). Si guanyes, aniràs al Canyon (també una carrera de dos etapes). Primer has de perseguir al cap; com més a prop estiguis del cotxe rival més punts obtens, si fas una col·lisió et resta 5.000 punts i si l'avances durant més de 10 segons guanyes directament. Després et persegueix ell; com més a prop estigui més punts perdràs, si ell col·lideix guanyes 5.000 punts i si t'avança durant 10 segons guanya automàticament. Al canyon no hi és permès el nitrogen.